# فولكان بالا
فولكان بالا (بالتركية: Volkan Pala)‏ (24 فبراير 1997 بإسطنبول في تركيا - ) هو لاعب كرة قدم تركي في مركز الهجوم.

## وصلات خارجية
- فولكان بالا على موقع الاتحاد الأوربي (الإنجليزية)
- فولكان بالا على موقع اتحاد تركيا (لاعب) (الإنجليزية)
- فولكان بالا على موقع قاعدة بيانات كرة القدم.إي يو (الإنجليزية)
- فولكان بالا على موقع Soccerway.com (الإنجليزية)
- فولكان بالا على موقع عالم كرة القدم.نت (الإنجليزية)